# Wacław Mayzel

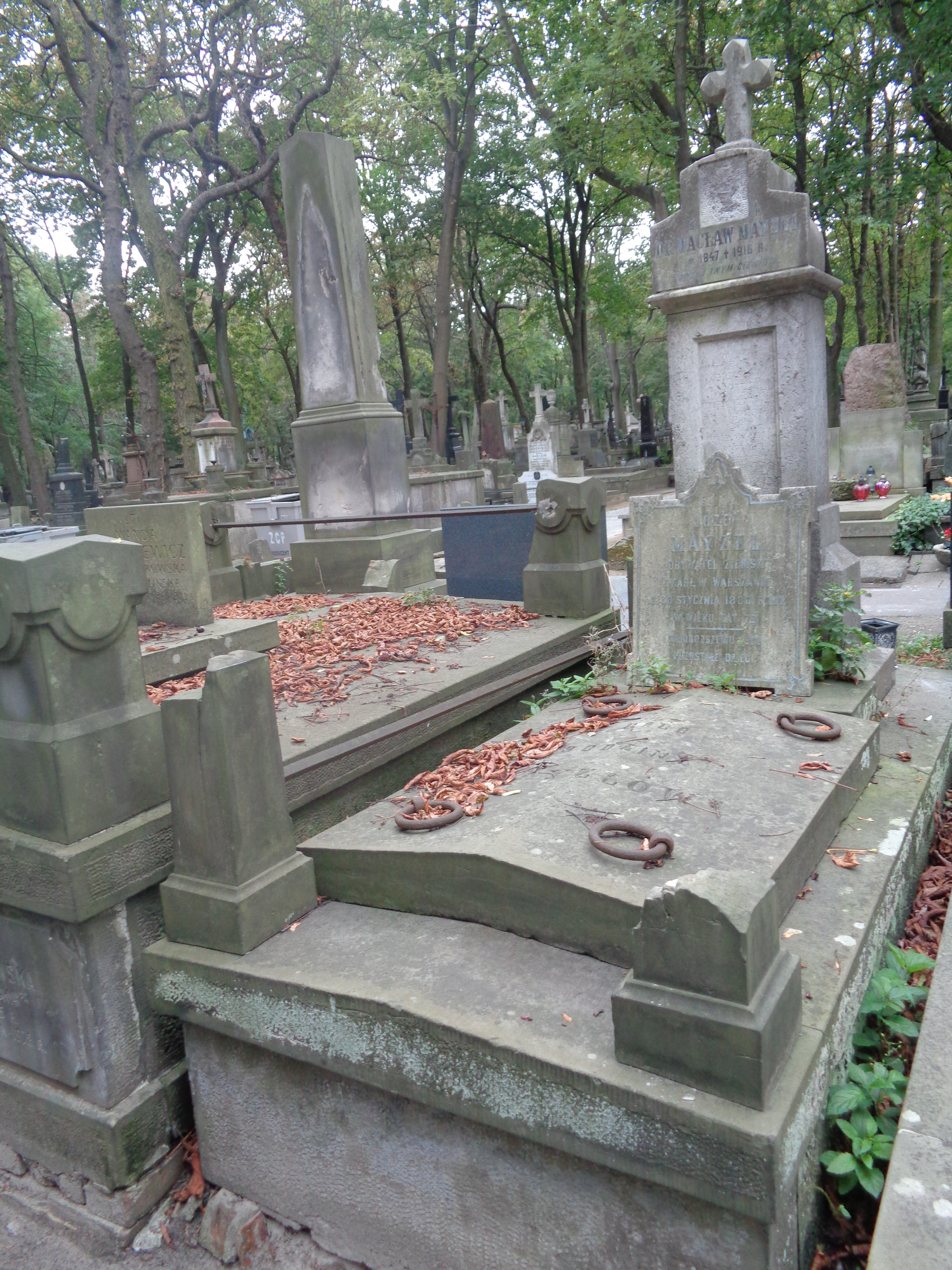
Grób Wacława Mayzela na cmentarzu Powązkowskim

Wacław Mayzel (ur. 12 września 1847 w Kunowie, zm. 19 kwietnia 1916 w Warszawie) – polski lekarz, histolog, w 1873 odkrył mitozę komórek zwierzęcych. 

## Życiorys
Syn Józefa i Rozalii z Minheymerów. Uczył się w Gimnazjum św. Anny w Krakowie, następnie studiował na Wydziale Lekarskim Szkoły Głównej Warszawskiej w latach 1865–1870. Po otrzymaniu dyplomu był asystentem w katedrze histologii i embriologii Henryka Hoyera. W 1895 roku opuścił uczelnię i kontynuował badania samodzielnie, kierował prywatną pracownią diagnostyczno-cytologiczno-bakteriologiczną. Od 1908 był członkiem rzeczywistym Towarzystwa Naukowego Warszawskiego.
Z małżeństwa z Bronisławą z Kleszczyńskich miał córkę Zofię, zamężną Gużkowską.
Zmarł w 1916 roku, pochowany jest w grobie rodzinnym na cmentarzu Powązkowskim (kwatera 27, rząd 5, miejsce 28). Od 1998 roku wyróżnienie jego imienia (Laur Medyczny im. Doktora Wacława Mayzla) przyznawane jest przez Wydział Nauk Medycznych Polskiej Akademii Nauk.

## Dorobek naukowy
W 1873 przetłumaczył na język polski O powstawaniu gatunków (1859) Charlesa Darwina. Prowadząc własne badania odkrył i opisał zjawisko mitotycznego podziału jądra od profazy do telofazy w komórkach zwierzęcych, niezależnie od Edwarda Strasburgera i Ottona Bütschliego.

## Wybrane prace
- Poszukiwania nad powstawaniem ropy. Klinika, 1869[2]
- Ueber eigenthumliche Vorgänge bei der Theilung der Kerne in Eplthelialzellen. Centralblatt für die Medizinischen Wissenschaften 13, s. 849–852, 1875
- O szczególnych zjawiskach przy dzieleniu się jąder w komórkach nabłonkowych. Medycyna 3 (45), s. 705–708, 1875
- Przyczynek do sprawy dzielenia się jąder komórkowych. Gazeta Lekarska 21, s. 420–426, 1876
- Dalszy przyczynek do sprawy dzielenia się jąder komórkowych.. Gazeta Lekarska 22, s. 429–432, 1877
- O zjawiskach przy segmentacyi jajek robaków (nematoda) i ślimaków. Gazeta Lekarska 26, s. 31–33, 1879
- O gruźlicy i bacyllach gruźliczych; sprawozdanie zbiorowe z odnośnych prac ogłoszonych w ostatnich czasach. Gazeta Lekarska, 1883
- „O karjomitozie”. W: Księga pamiątkowa wspólnemi siłami spisana, najzacniejszemu mistrzowi, professorowi doktorowi medycyny Henrykowi Hoyerowi. Warszawa, 1884
- Prof. Ludwik Teichman (z powodu 25-lecia jego profesorskiej działalności). Gazeta Lekarska 6, s. 524–527, 1886